# 니아미라현

니아미라현

니아미라현(Nyamira County)은 케냐를 구성하는 47개 현 가운데 하나로 현도는 니아미라이며 면적은 912.5km2, 인구는 598,252명(2009년 기준)이다. 2013년에 실시된 행정 구역 개편에 따라 니안자주에서 분리되어 신설되었다. 북쪽으로는 호마베이현, 북동쪽으로는 케리초현, 동쪽으로는 보메트현, 남쪽으로는 나로크현, 서쪽으로는 키시현과 접한다.